# I Dzsonghjop
I Dzsonghjop (hangul: 이정협, handzsa: 李庭協, RR: Lee Jung-hyup; születési név: I Dzsonggi (이정기, 李廷記; Lee Jung-ki) 1991. június 24. -) dél-koreai labdarúgó, az élvonalbeli Sangju Sangmu csatára.

## Pályafutása

### A válogatottban
2014 decemberében bekerült Dél-Korea 2015-ös Ázsia-kupa keretébe, 2015-ben mutatkozott be a válogatottban.

## Sikerei, díjai

### A válogatottban
Dél-Korea
- Kelet-ázsiai labdarúgó-bajnokság: 2015, 2017, 2019
- Ázsia-kupa ezüstérmes: 2015